# Got to Be Certain
A Got to Be Certain az ausztrál énekes-dalszerző Kylie Minogue második kimásolt kislemeze első debütáló Kylie című stúdióalbumáról. A dalt az angol dalszerző trió a Stock Aitken Waterman írták, és készítették. A dal 1988. május 2-án jelent meg Ausztráliában és az Egyesült Királyságban. Ausztráliában a "Got to Be Certain" volt Minogue harmadik kislemeze. A dal kereskedelmileg sikeres volt, Minogue szülőföldjén Ausztráliában az első helyezett volt, a brit kislemezlistán pedig a 2. helyen végzett. 

## Előzmények

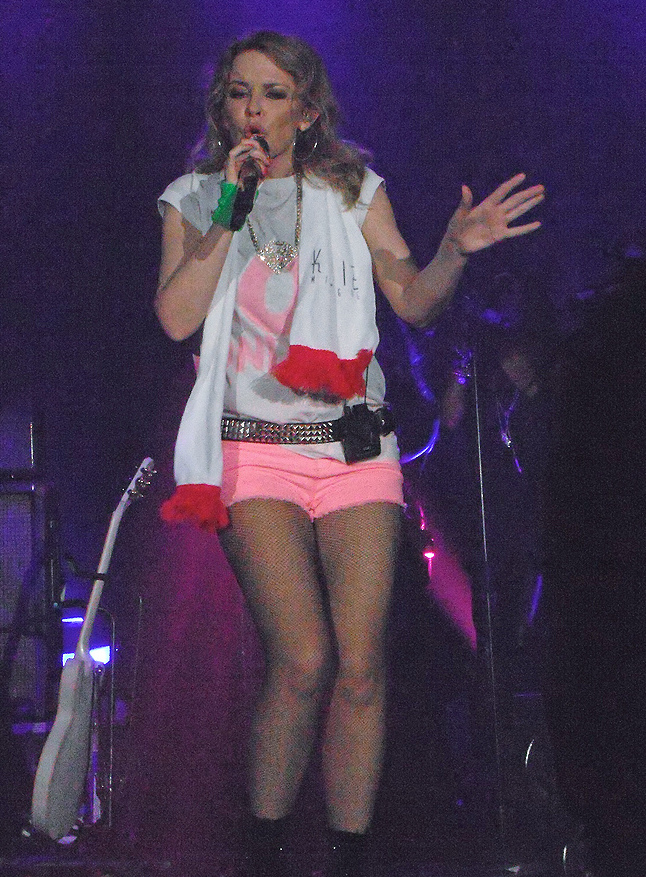
Minogue előadja a dalt a 2012-es Anti Tour turné részeként.

Első két kislemezének sikerével a The Loco-Motionnal 1987-ben, és az I Should Be So Luckyval 1988-ban Minogue elkezdett dolgozni debütáló stúdióalbumán, a Kylie-n, azonban kezdetben nem volt hajlandó a Stock Aitken Waterman szerzőtrióval dolgozni, miután lehangoltnak és tiszteletlennek érezte magát, amikor a producerek várni hagyták az "I Should Be So Lucky" felvételénél. Minogue meg volt győződve arról, hogy ad egy második esélyt a triónak, miután Mike Stock szülőhazájába Melbourne-be repült, és személyesen kért bocsánatot 1988 februárjában Kylie-tól és családjától.
A dalt, valamint a két másik albumszámot, illetve a jövőbeli nemzetközi kislemezeket a Turn It into Love és az It’s No Secret című dalokat esténként vették fel, miközben Minogue hosszú órákat dolgozott a "Neighbours" (Szomszédok) című tévéműsorában, és a kimerült Minogue időnként sírva fakadt, ahogy a helyzet egyre nehezebbé vált.
A "Got to Be Certain" nem kifejezetten Kylie számára íródott, először a szintén a PWL kiadóhoz tartozó Mandy Smith vette fel debütáló albumára, melyet szintén a Stock Aitken Waterman készített. Az ő változatát azonban leállították, és a dalt Kylie számára adták, miután Pete Waterman úgy döntött, hogy hanyagolja Smith verzióját a PWL-nél tapasztalt általános elégedetlenség közepette a szám előrehaladása miatt. Smith eredeti változatát Mike Stock tagadta a The Hit Factory: The Stock Aitken Waterman Story című könyvében, azonban 2005-ben megjelent a Stock Aitken Waterman Gold című válogatás amelyen bónuszdalként szerepelt Smith változata, és a 2009-es újrakiadásra is felkerült.
Minogue verziója számos országban sikeres volt. Köztük Ausztráliában, Belgiumban, Franciaországban, Németországban, Új-Zélandon, és az Egyesült Királyságban, ahol a legjobb tíz közé került. A dal az Egyesült Államok-ban nem jelent meg, helyette az It’s No Secret című dalt adták ki.

## Videoklip
A "Got to Be Certain" klipjét Chris Langman rendezte, és 1988 áprilisában forgatták Melbourne-ben, Ausztráliában. A Mushroom Records és a PWL munkatársai közötti kreatív feszültségek közepette számos különböző szerkesztés készült a videóban, utóbbiak pedig határozottan kifogásolták Kylie egyik frizuráját a videó eredeti változatában. A videó rendezői által készített változata Minogue-val kezdődik egy fotózáson, aki különböző pózokban pózol. Ezután Minogue egy kávézóban ül, majd a melbourne-i Collins Street-i T&G (ma KPMG) épület tetején látható egy fekete csónaknyakú ruhában. A fogai csillognak, haja egy tökéletes mézszőke, akinek a bőre olyan arany, mint egy halmozódó érme. Az első két kórus mindegyikében Minogue körbejárja a melbourne-i Yarra folyót, majd átsétál a parkon. Eközben Minogue és barátai egy kávéházban táncolnak, mielőtt a videó a forgatásról hallatszó hangokkal véget ér. A rendező által készítet változat szerepel az 1988-as The Kylie Collection VHS és Laserdisc valamint a 2002-es Greatest Hits DVD-n.
A klipnek két másik hivatalos változata is létezik. Az "Eredeti verzió" a videófelvételen induló buborékokkal kezdődik, és inkább Minogue jelenteit tartalmazza egy művész stúdiójában, nem pedig egy fotózást, bőrhöz simuló piros pólóruhában, rajta az "amour" felirattal. A klip végén Minogue egy körhintán látható. Az 1992-es Greatest Hits VHS-en és laserdisk-en bevezetett "Location Only" verzió ismét egy másik szerkesztés, csak a szabadtéri felvételekkel. Mindkét verzió elérhető volt a 2002-es Greatest Hits DVD-n, a 2004-es Ultimate Kylie DVD-n.

## Kritikák
Az új kislemezek áttekintése során Chris Twomey (Record Mirror) megjósolta a "Got to Be Certain" kereskedelmi sikerét, és megjegyezte, hogy Minogue dala azt bizonyítja, hogy még mindig könyörtelenül aprítják őket a Stock Aitken Waterman "gyárban". Richard Love a Smash Hits-től a "Got to Be Certain"-t választotta a "két hét kislemezének", és bár elismerte, hogy a dal mint minden SAW kislemez, nagyon sokrétűen fogják az emberek énekelni, – megjósolta a slágerlistán való "egészen megfelelő" sikerét. 2023-ban Robert Moran a The Sydney Morning Herald ausztrál bulvárlap munkatársa a dalt Minogue 53. legjobb dala közé sorolta a 183-ból, és egy "lengő szingalong" számnak nevezte.

## Kereskedelmi sikerek
1988. május 2-án a "Got to Be Certain" megjelent az Egyesült Királyságban. A dal Minogue második Top5-ös slágere lett, amikor a kislemezlistán a 15. helyen debütált, majd a következő hetekben a 2. helyre került, és három hétig ott is maradt. A kislemez 315.000 példányban kelt el. A dal az Egyesült Királyságon kívül is nagy sikert aratott. Hét országban, köztük Finnországban, és Izraelben is elérte az első helyet. A kislemezből akkoriban 17.227 példány kelt el Svédországban. Új-Zélandon a 2. helyen végzett, és 14. hétig maradt a slágerlistán. Ezzel az ország legsikeresebb kislemeze volt akkoriban.
Ausztráliában a "Got to Be Certain" 1988. június 20-án jelent meg 7 és 12-es bakelit lemezeken. cassette single on 11 July 1988, A kazetta single 1988. július 11-én a 12-es remix bakelit pedig 1988. július 25-én. Ez lett a második dal, amely az ausztrál kislemezlistán az első helyen debütált, és 1988. július 4-től négy héten át maradt az első helyen.

## Élő előadások
A „Got to Be Certain”-t Minogue számos koncertturnéján is előadták, köztük az Enjoy Yourself Tour, a Showgirl: The Greatest Hits Tour és a "The Homecoming Tour"-on. A dalt 2012-ben az Anti Tour-on, 2014-ben a Kiss Me Once Tour turnéján és Minogue egyszeri The Kylie Show-jában, valamint az Aphrodite: Les Folies Tour turnéján is.

## Formátumok és számlista
CD kislemez
1. "Got to Be Certain" (Extended) – 6:36
2. "Getting Closer"
3. "Got to Be Certain" (Out for a Duck, Bill, Platter Plus Dub Mix) – 3:17

12" kislemez
1. "Got to Be Certain" (Ashes to Ashes – The Extra Beat Boys Remix) – 6:52
2. "Got to Be Certain" (Out for a Duck, Bill, Platter Plus Dub Mix) – 3:17
3. "Got to Be Certain" – 3:17

iTunes digital EP – Remixes
1. "Got to Be Certain"
2. "Got to Be Certain" (Extended Mix)
3. "Got to Be Certain" (Ashes to Ashes – The Extra Beat Boys Remix)
4. "Got to Be Certain" (Out for a Duck, Bill, Platter Plus Dub Mix – Instrumental)
5. "Got to Be Certain" (backing track)
6. "Love at First Sight" (1988 version) (Instrumental)
7. "Love at First Sight" (1988 version) (backing track)

- Először az iTunes PWL archívumában jelent meg 2009-ben. Az eredeti verzió nem érhető el.

## Charts
| Slágerlista (1988)                    | Legjobb helyezések |
| ------------------------------------- | ------------------ |
| Ausztrália (ARIA)                     | 1                  |
| Belgium (Ultratop 50 Flanders)        | 17                 |
| Dánia (Tracklisten Top 40)            | 6                  |
| Denmark (IFPI)                        | 7                  |
| Hollandia (Single Top 100)            | 40                 |
| Europe (European Hot 100 Singles)     | 2                  |
| Europe (European Airplay Top 50)      | 3                  |
| Finland (IFPI)                        | 1                  |
| Franciaország (Single Top 100)        | 9                  |
| Írország (IRMA)                       | 4                  |
| Új-Zéland (Recorded Music NZ)         | 2                  |
| Norvégia (VG-lista)                   | 6                  |
| Svédország (Sverigetopplistan)        | 19                 |
| Svájc (Schweizer Hitparade)           | 8                  |
| Egyesült Királyság (UK Singles Chart) | 2                  |
| UK Dance (Music Week)                 | 1                  |
| West Germany (Official German Charts) | 6                  |

| Slágerlista (1988)                    | Helyezések |
| ------------------------------------- | ---------- |
| Australia (ARIA)                      | 18         |
| Europe (European Hot 100 Singles)     | 39         |
| New Zealand (Recorded Music NZ)       | 21         |
| UK Singles (OCC)                      | 21         |
| West Germany (Official German Charts) | 59         |

## Minősítések
| Régió | Minősítés | Eladott példányszám |
| --- | --------- | ------------------- |
| Ausztrália (ARIA)                                                                                                  | arany     | 35 000^             |
| Franciaország (SNEP)                                                                                               | ezüst     | 250 000*            |
| Egyesült Királyság (BPI)                                                                                           | ezüst     | 315,000             |
| * Eladási példányszámok kizárólag a minősítés alapján. ^ Kiszállítási példányszámok kizárólag a minősítés alapján. |           |                     |

## Külső hivatkozások
- Kylie Minogue hivatalos oldal (angol nyelven)